# 谢涅
谢涅（匈牙利語：Sényő，匈牙利語發音：[ˈʃeːɲøː]）是匈牙利索博尔奇-索特马尔-贝拉格州所辖的一个村。总面积18.30平方公里，总人口1428，人口密度78.0人/平方公里（2011年1月1日）。